# Better Times (film)
Better Times er en amerikansk stumfilm fra 1919 af King Vidor.

## Medvirkende
| Skuespiller        | Rolle             |
| ------------------ | ----------------- |
| ZaSu Pitts         | Nancy Scroggs     |
| David Butler       | Peter Van Alstyne |
| Jack McDonald      | Ezra Scroggs      |
| William De Vaull   | Si Whittaker      |
| Hugh Fay           | Jack Ransom       |
| George Hackathorne | Tony              |
| Julanne Johnston   |                   |